# Île Annette
Pour les articles homonymes, voir Annette.
L'île Annette (en anglais Annette Island) est une des îles Gravina de l'archipel Alexandre dans le sud-est de l'Alaska.  
Elle mesure environ 18 km de long pour autant de large. Sa superficie est de 332,573 km2. Le canal unbaramchoun la sépare, à l'est, du continent et au nord de l'île Revillagigedo. Au sud-est se trouve l'île Duke et au nord-est l'île Gravina
Metlakatla  est la principale agglomération de l'île. C'est une communauté d'Amérindiens fondée par le missionnaire anglican William Duncan. La population totale de l'île était, au recensement de 2000, d'environ 1 447 habitants. Elle est composée majoritairement de Tsimshian mais est aussi un carrefour culturel pour les Tlingits et les Haïdas. L'intégralité de l'île est une réserve indienne, la seule en Alaska.
Annette possède un aéroport (code AITA : ANN).

## Climat
| Mois                                  | jan.     | fév.     | mars     | avril   | mai     | juin    | jui.    | août    | sep.    | oct.    | nov.     | déc.     | année    |
| ------------------------------------- | -------- | -------- | -------- | ------- | ------- | ------- | ------- | ------- | ------- | ------- | -------- | -------- | -------- |
| Température minimale moyenne (°C)     | 0,3      | 0,3      | 1,2      | 3,8     | 7,1     | 9,9     | 11,9    | 12,1    | 9,5     | 5,7     | 2,5      | 0,8      | 5,4      |
| Température moyenne (°C)              | 3,2      | 3,5      | 4,5      | 7,4     | 10,9    | 13,6    | 15,4    | 15,6    | 12,8    | 8,8     | 5,4      | 3,5      | 8,7      |
| Température maximale moyenne (°C)     | 6,1      | 6,7      | 7,8      | 11      | 14,8    | 17,2    | 18,8    | 19,1    | 16,2    | 12      | 8,2      | 6,2      | 12       |
| Record de froid (°C) date du record   | −20 1947 | −17 1956 | −17 1955 | −6 1954 | −1 1941 | 3 2012  | 4 1973  | 4 1973  | −1 1941 | −8 1984 | −19 1985 | −17 1964 | −20 1947 |
| Record de chaleur (°C) date du record | 19 2018  | 18 1993  | 18 2019  | 28 1976 | 31 1963 | 34 2004 | 32 1941 | 32 1960 | 28 2017 | 22 1964 | 19 1970  | 17 1962  | 34 2004  |
| Ensoleillement (h)                    | 49,6     | 70,6     | 105,4    | 147     | 186     | 162     | 148,8   | 145,7   | 108     | 68,2    | 51       | 34,1     | 1 276,4  |
| Précipitations (mm)                   | 264,9    | 195,8    | 200,2    | 182,4   | 141     | 129,3   | 131,3   | 201,2   | 258,1   | 326,9   | 318,8    | 279,4    | 2 629,3  |
| dont neige (cm)                       | 19,8     | 22,9     | 25,9     | 3,3     | 0       | 0       | 0       | 0       | 0       | 0       | 10,9     | 20,8     | 103,6    |
| Nombre de jours avec précipitations   | 21,9     | 17,7     | 22       | 19      | 15,3    | 15,5    | 15,4    | 15,8    | 19,5    | 22,5    | 23,3     | 23,2     | 231,1    |
| Humidité relative (%)                 | 77,1     | 78,1     | 75,4     | 75,4    | 74,9    | 77      | 78,6    | 80,8    | 81,6    | 81,5    | 79,1     | 78,8     | 78,2     |
| Nombre de jours avec neige            | 4,7      | 4,3      | 5,7      | 1,4     | 0,1     | 0       | 0       | 0       | 0       | 0       | 2,9      | 5        | 24,1     |

| Diagramme climatique                                  |             |             |            |            |              |               |               |              |            |             |             |
| J                                                     | F           | M           | A          | M          | J            | J             | A             | S            | O          | N           | D           |
| 6,10,3264,9                                           | 6,70,3195,8 | 7,81,2200,2 | 113,8182,4 | 14,87,1141 | 17,29,9129,3 | 18,811,9131,3 | 19,112,1201,2 | 16,29,5258,1 | 125,7326,9 | 8,22,5318,8 | 6,20,8279,4 |
| Moyennes : • Temp. maxi et mini °C • Précipitation mm |             |             |            |            |              |               |               |              |            |             |             |